# Hamlin Reservation
Hamlin Reservation ist ein 135 Acres (54,6 ha) großes Naturschutzgebiet bei der Stadt Ipswich im Bundesstaat Massachusetts der Vereinigten Staaten, das von der Organisation The Trustees of Reservations verwaltet wird.

## Schutzgebiet
Das ursprünglich für die Landwirtschaft genutzte Gebiet besteht heute im Wesentlichen aus einer großen Salzwiese. Ein etwa 1 mi (1,6 km) langer Rundweg führt über einen historischen Deich rund um Eagle Island. Der Deich verband zum Zeitpunkt seiner Errichtung die Insel mit dem Festland, so dass das Vieh auf der Insel weiden konnte. Heute ist Eagle Island mit einem Wald aus Weymouth-Kiefern, Eichen und Hickory bewachsen.
An der Rückseite der Insel liegt ausgedehntes Marschland, das vom Labor-in-Vain Creek entwässert wird und zu den letzten unberührten Teilbereichen der 25.000 Acres (101,2 km²) umfassenden Great Marsh gehört. Hier können unter anderem Sichler und Schmuckreiher beobachtet werden.
Das Grundstück wurde den Trustees 1993 von Octavia Hamlin vererbt und in Erinnerung an die Stifterin nach ihr benannt.